# Sommer i Nordgrønland
|  | Denne artikel er oprettet af botten PalnaBot ud fra en ekstern database. Den kan derfor have sproglige fejl eller mangler. Denne skabelon kan fjernes efter kontrol af indholdet. |

Sommer i Nordgrønland er en film instrueret af Jette Bang.

## Handling
Grødis i bugt, kvinderne venter på fangeren, der kommer ind i kajak med sæl. Der er slået telt op. Sælen flænses - uloens brug demonstreres. Der spises sæl. kød koges. Skindes behandles med mund og skæres til med uloen. En pibe tobak nydes. Skindet garves, spændes ud og tørres i solen. Demonstration af mande- og kvindefunktioner i fangersamfund. Skind bestrøes med aske. Hytte bygges af tørv, vindue af skind ries sammen. Vinduet sættes op. Fra kutter i en fjord ses kælvende bræ.